# Sulaimania
Genre
Sulaimania est un genre d'araignées aranéomorphes de la famille des Tetrablemmidae.

## Distribution
Les espèces de ce genre se rencontrent en Malaisie et à Singapour.

## Liste des espèces
Selon World Spider Catalog (version 18.0, 16/03/2017) :
- Sulaimania brevis Lin & Li, 2017
- Sulaimania vigelandi Lehtinen, 1981

## Publication originale
- Lehtinen, 1981 : Spiders of the Oriental-Australian region. III. Tetrablemmidae, with a world revision. Acta Zoologica Fennica, vol. 162, p. 1-151.